# Université Fédérale Toulouse Midi-Pyrénées
Die Université Fédérale Toulouse Midi-Pyrénées (UFTMP) ist ein 2007 gegründeter Verbund der Universitäten und  Technischen Hochschulen in Toulouse, Frankreich. Er geht auf die 1229 gegründete Universität Toulouse zurück.

## Institute
- Universität Toulouse I
- Université de Toulouse II–Le Mirail
- Université Toulouse III – Paul Sabatier
- Institut national polytechnique de Toulouse
- Institut national des sciences appliquées de Toulouse
- Institut Supérieur de l’Aéronautique et de l’Espace
- Institut d’études politiques de Toulouse
- Centre universitaire Jean-François-Champollion
- École nationale supérieure des mines d’Albi-Carmaux
- École nationale de l’aviation civile
- École nationale supérieure d’architecture de Toulouse
- École nationale de formation agronomique
- Toulouse Business School
- Institut catholique d’arts et métiers